# Washington Cruz
Pour les articles homonymes, voir Cruz.
 Washington Cruz, CP, né le 25 mai 1946 à Itabuna au Brésil, est l’archevêque de Goiânia du 8 mai 2002 au 9 décembre 2021.

## Biographie
Né à Itabuna (Brésil) le 25 mai 1946, Washington Cruz fait ses études à Itabuna et Osasco. Entré dans la Congrégation de la Passion de Jésus-Christ, il fait sa profession solennelle le 16 janvier 1966 et est ordonné prêtre le 25 juillet 1971.
Il fait ses études supérieures à l'université pontificale du Latran à Rome. Durant son ministère, il était curé à Itabuna, missionnaire et professeur dans les séminaires passionistes du Brésil.

### Évêque et Archevêque
Le 25 février 1987, le Pape Jean-Paul II le nomme évêque de São Luís de Montes Belos. Il est consacré le 9 mai suivant.
Le 2 mai 2002 il est transféré à l'archidiocèse de Goiânia, qu'il quitte le 9 décembre 2021.

### Devise épiscopale
« Praedicamus Crucifixum » (« On va proclamer le Crucifix »)